# 喬治·克爾比
喬治·喬瑟夫·克爾比（英語：George Joseph Kirby，1998年2月4日—），為美國職棒大聯盟的投手，目前效力於西雅圖水手。

## 職業生涯
2019年美國職棒大聯盟選秀，克爾比在首輪第20順位被水手選走。

### 2022年
2022年5月8日，克爾比登上大聯盟。他在初登板面對光芒，主投6局無失分。
8月24日，他在面對國民的比賽中開場連投24顆好球，寫下大聯盟紀錄。
2022年美國聯盟外卡系列賽第二場，水手在1比8落後藍鳥時完成驚天大逆轉，克爾比也在那場比賽收下救援成功。
2022年美國聯盟分區賽，克爾比在第三場先發。他面對太空人主投7局無失分，但這場比賽最終兩隊打到18局下，太空人靠著再見轟橫掃水手。該年克爾比在新人王票選拿下第六名。

### 2023年
這年他前14場先發，就繳出聯盟最高的12.5三振保送比，最後他成功入選明星賽，主投1局失1分。
9月8日，克爾比在面對光芒吞敗後公開批評總教練的換投時機不對，過他在隔日便隨即與總教練道歉，並承認是自己心直口快。9月26日，克爾比在場邊被球迷丟進場內的球砸中，當時因為該球迷身穿隊上外野手Jarred Kelenic而迅速被認出，並被工作人員帶離球場。
10月1日，為了紀念剛離世的傳奇投手提姆·韋克菲爾德，克爾比在比賽中投出生涯首顆蝴蝶球。整季克爾比拿下13勝10敗，防禦率3.35。

## 外部連結
- 球員資訊和成績在MLB，ESPN，Baseball-Reference，Fangraphs（英文）